# Lepenica, Vladičin Han
Lepenica (izvirno srbsko Лепеница) je naselje v Srbiji, ki upravno spada pod Občino Vladičin Han; slednja pa je del Pčinjskega upravnega okraja.

## Demografija
V naselju živi 534 polnoletnih prebivalcev, pri čemer je njihova povprečna starost 35,2 let (34,5 pri moških in 35,9 pri ženskah). Naselje ima 227 gospodinjstev, pri čemer je povprečno število članov na gospodinjstvo 3,23.
To naselje je, glede na rezultate popisa iz leta 2002, večinoma srbsko.
|  |

| Demografija | Demografija     | Demografija     |
| Leto        | Št. prebivalcev | Št. prebivalcev |
| ----------- | --------------- | --------------- |
|             |                 |                 |
|             |                 |                 |
|             |                 |                 |
|             |                 |                 |
| 1948        | 560             |                 |
| 1953        | 626             |                 |
| 1961        | 633             |                 |
| 1971        | 736             |                 |
| 1981        | 803             |                 |
| 1991        | 669             | 648             |
| 2002        | 766             | 734             |
|             |                 |                 |

| Etnična sestava po popisu iz leta 2002 | Etnična sestava po popisu iz leta 2002 | Etnična sestava po popisu iz leta 2002 | Etnična sestava po popisu iz leta 2002 | Etnična sestava po popisu iz leta 2002 |
| -------------------------------------- | -------------------------------------- | -------------------------------------- | -------------------------------------- | -------------------------------------- |
| Srbi                                   | Srbi                                   |                                        | 640                                    | 87,19%                                 |
| Romi                                   | Romi                                   |                                        | 92                                     | 12,53%                                 |
| Neznano                                | Neznano                                |                                        | 2                                      | 0,27%                                  |